# Hveradalahnúkur
Hveradalahnúkur är en bergstopp i republiken Island. Den ligger i regionen Suðurland, 140 km öster om huvudstaden Reykjavík. Toppen på Hveradalahnúkur är 1 081 meter över havet. Hveradalahnúkur ingår i Kerlingarfjöll.
Trakten runt Hveradalahnúkur är nära nog obefolkad, med mindre än två invånare per kvadratkilometer. Det finns inga samhällen i närheten. Trakten runt Hveradalahnúkur består i huvudsak av gräsmarker.